# Иргит, Лидия Херлииевна
Лидия Херлииевна Иргит (тув. Лидия Херлии кызы Иргит; род.24 сентября 1954) — советская тувинская поэтесса, член Союза журналистов СССР, член Союза писателей России, заслуженный работник культуры Республики Тува (1998).

## Биография
Родилась 24 сентября 1954 года в местечке Сайыр-Аксы (сейчас входит в состав села Шуй) Бай-Тайгинского района Тувинской автономной области. В 1979 году окончила филологический факультет Кызылского Государственного педагогического института, в 1997 году — высшие литературные курсы при Литературном институте имени М. Горького. Работала радиожурналистом Государственной телерадиокомпании Тувы, председателем Литературного фонда Союза писателей Тувы. Первое стихотворение «Капля» напечатано в газете «Тыванын аныяктары» (1972). Её стихи были опубликованы под названием «Зеркало озера» в сборнике молодых авторов «Ростки» (1981) на тувинском языке. Главные темы её творчества: Родина, нравственность. Автор многих очерков о людях труда. В 1997 г. в городе Москве вышел её сборник «Серебряный родник» на русском языке. Заслуженный работник культуры Республики Тыва (1998), Награждена медалью «100-летие со дня рождения М. А. Шолохова» (2005), член Союза журналистов СССР (1984), член Союза писателей России (1996).

## Награды и звания
- Заслуженный работник культуры Республики Тыва (1998)
- медаль «100-летие со дня рождения М. А. Шолохова» (2005)

## Основные публикации
- стихотворение «Капля» (1972)
- сборник «Зеркало озёр»(1981)
- стихи «Цветок таволги» (1991)
- стихи «Серебряный родник» (1997)
- стихи «Счастья граммов семь» (2008)
- очерки «Женщины Тувы»(2007)
- очерки «Орденосные женщины Тувы» (2007) и др.